# Sinagoga de Ostia Antica
La sinagoga de Ostia Antica es la más antigua sede de culto judío de Europa occidental y uno de los lugares de culto más antiguos y de la diáspora judía, solo después de la sinagoga de Delos.
Los restos de la sinagoga fueron desenterrados en 1961 durante la construcción de la carretera entre Roma y el aeropuerto de Fiumicino. Las excavaciones del sitio continuaron de 1961 a 1977 bajo la dirección de María Floriani Squarciapino, Superintendente de la Superintendencia Arqueológica de Ostia de 1966 a 1974.
La sinagoga se extiende sobre 850 metros cuadrados y contiene varias salas con diferentes funciones: desde hornear pan ácimo, hasta ablución previa al entierro, así como también sala de reuniones para las oraciones.
La sinagoga estaba ubicada a 200 metros fuera de la Porta Marina en las murallas de la ciudad, cerca de la línea de costa (los judíos antiguos consideraban que la playa era un lugar puro, alejado de los templos paganos de la ciudad). Sin embargo, la sinagoga estaba ubicada en la principal vía romana, frente a un gran complejo termal y no lejos de una suntuosa villa, en una de las zonas más concurridas de Ostia Antica.
Se remonta al siglo I e. C., parece que la sinagoga permaneció en uso hasta el siglo IV, período del abandono de Ostia Antica. Los hallazgos de la sinagoga ahora se conservan en el Museo Judío de Roma.

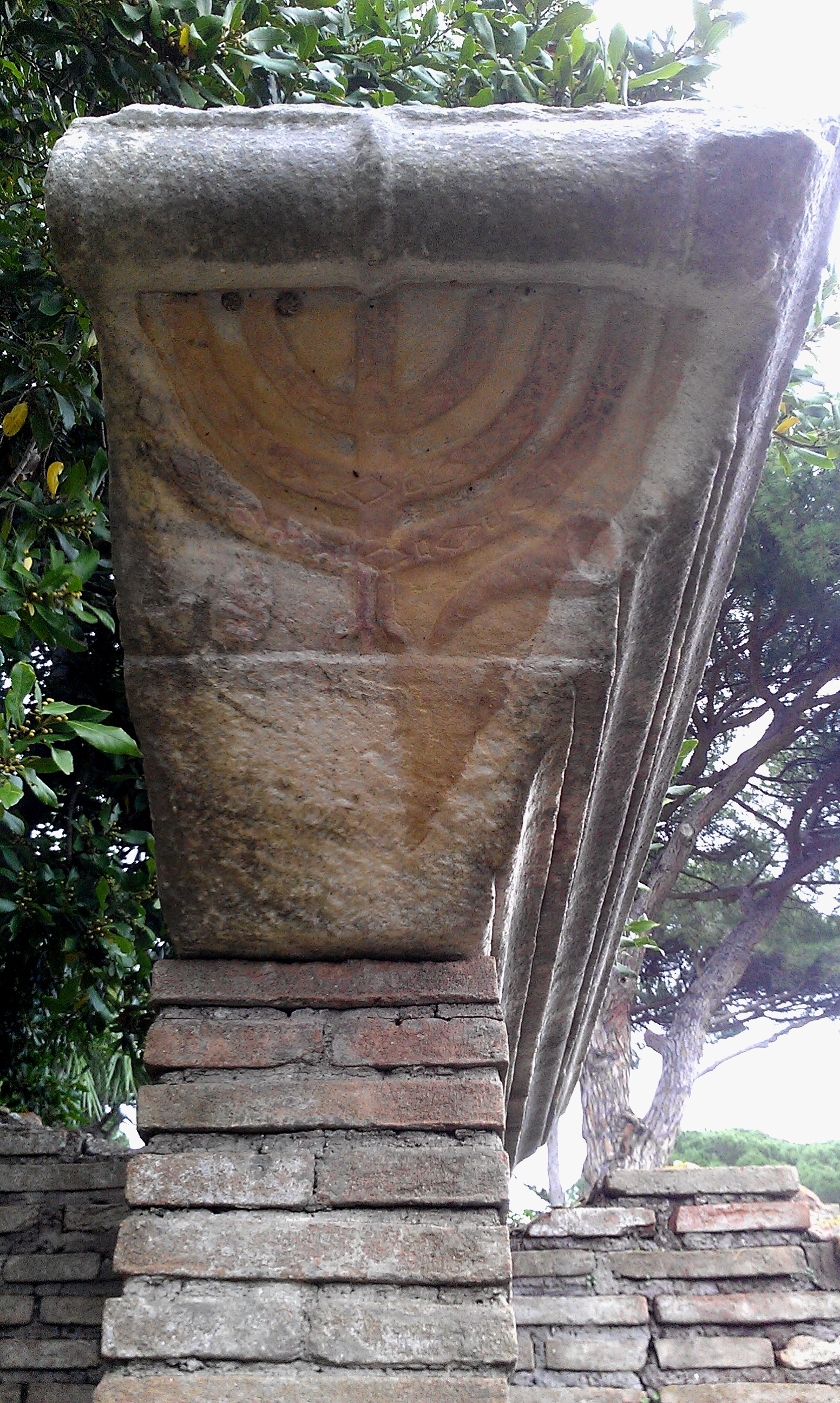
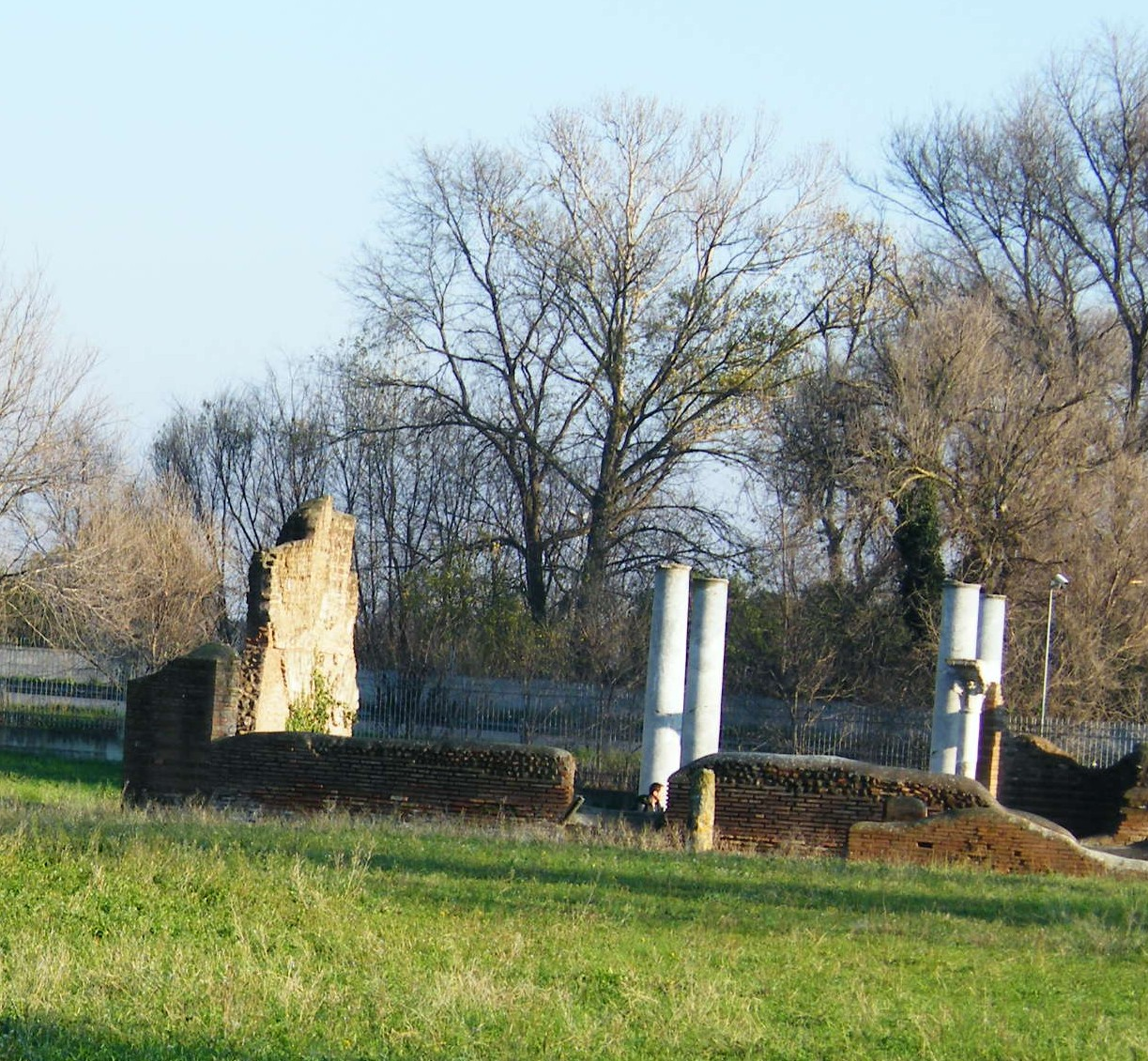
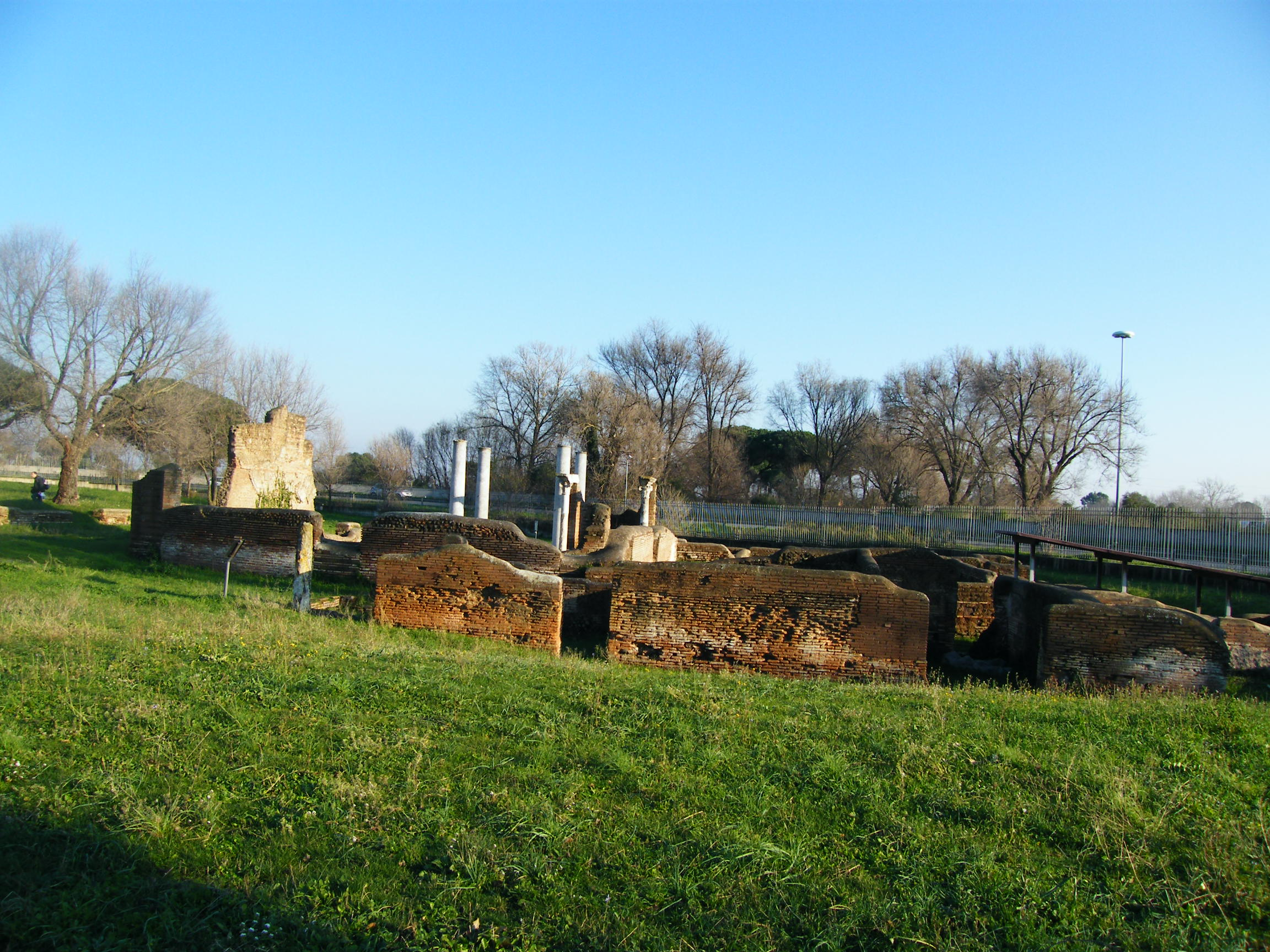
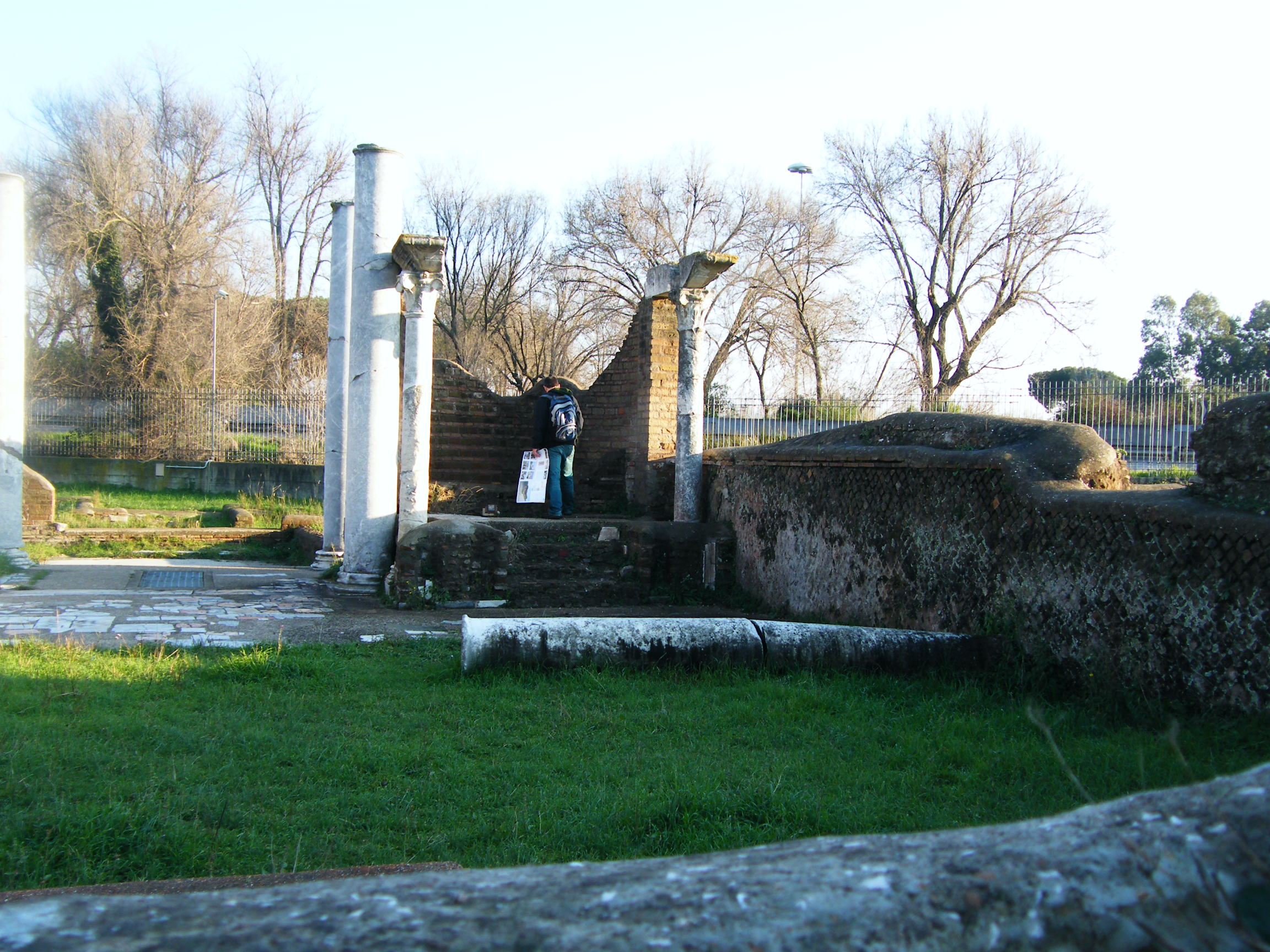
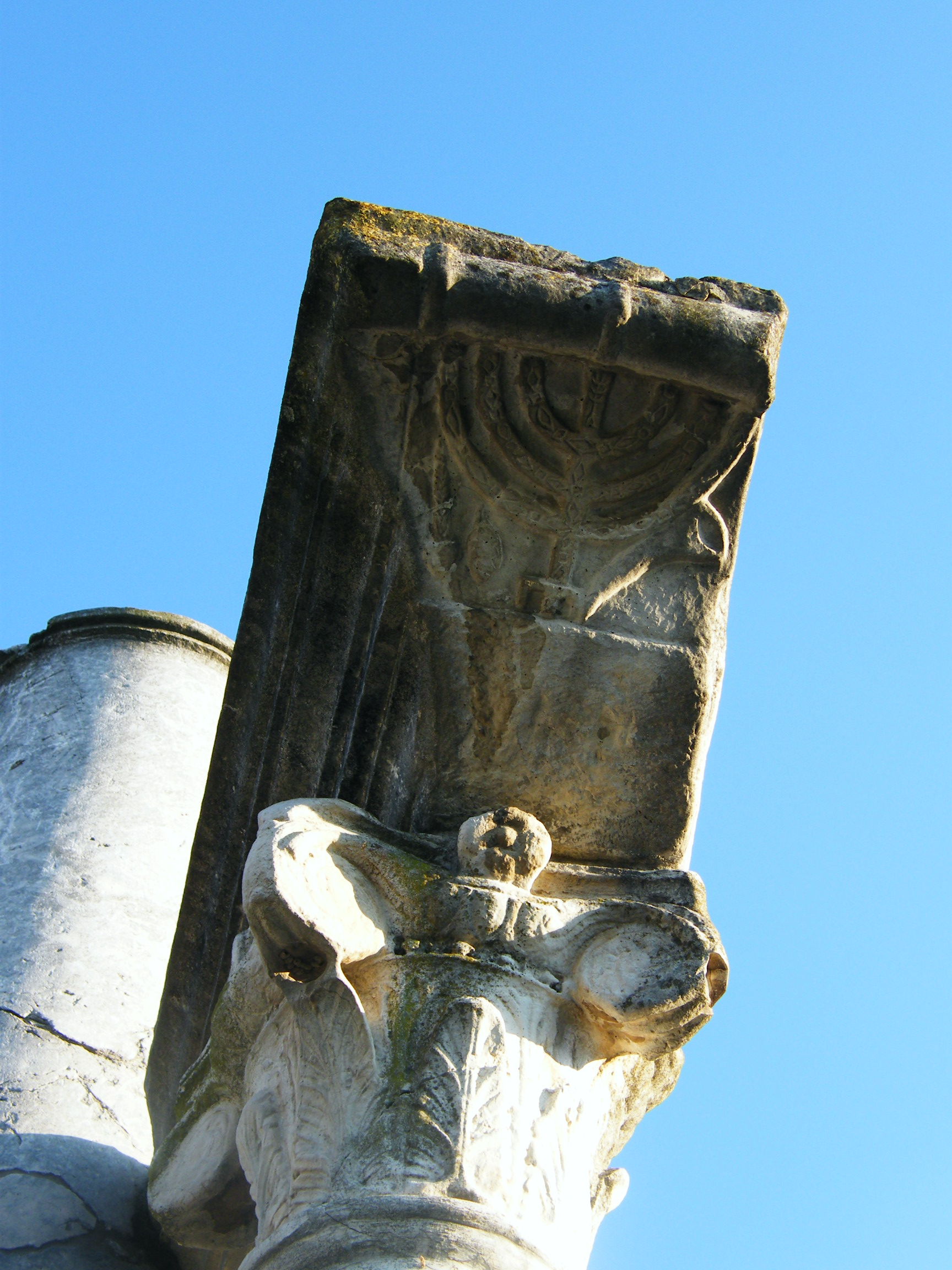
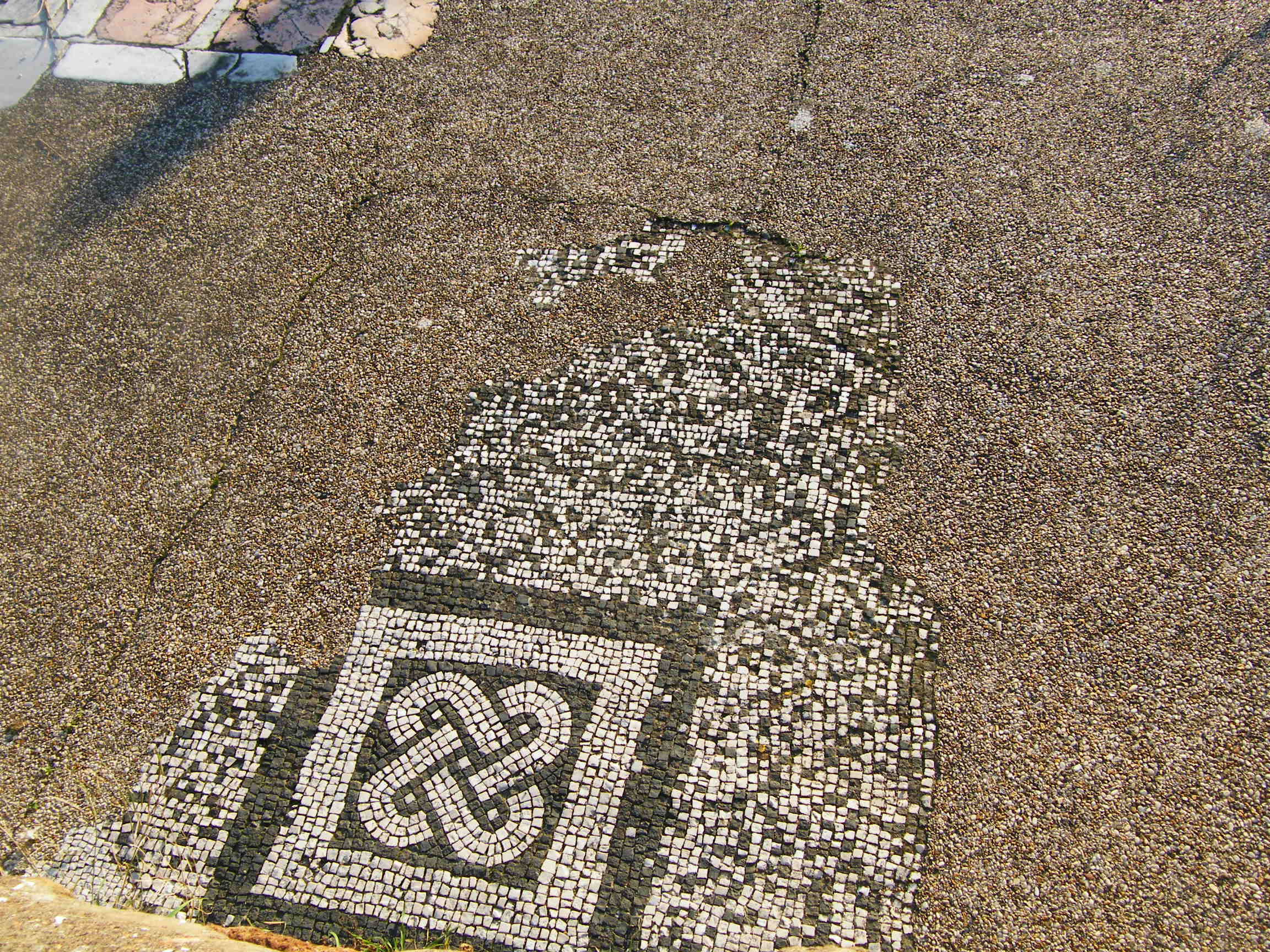
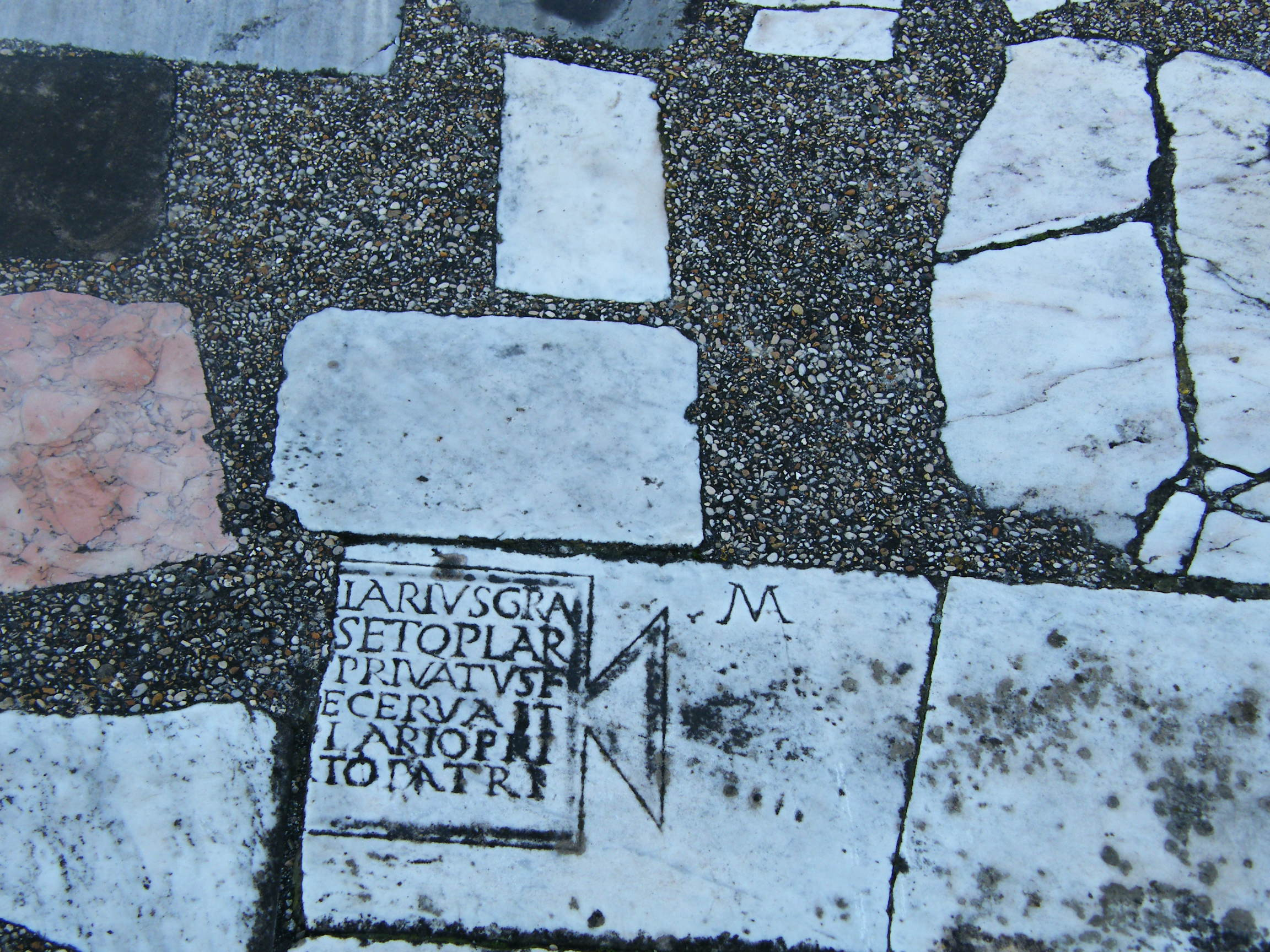
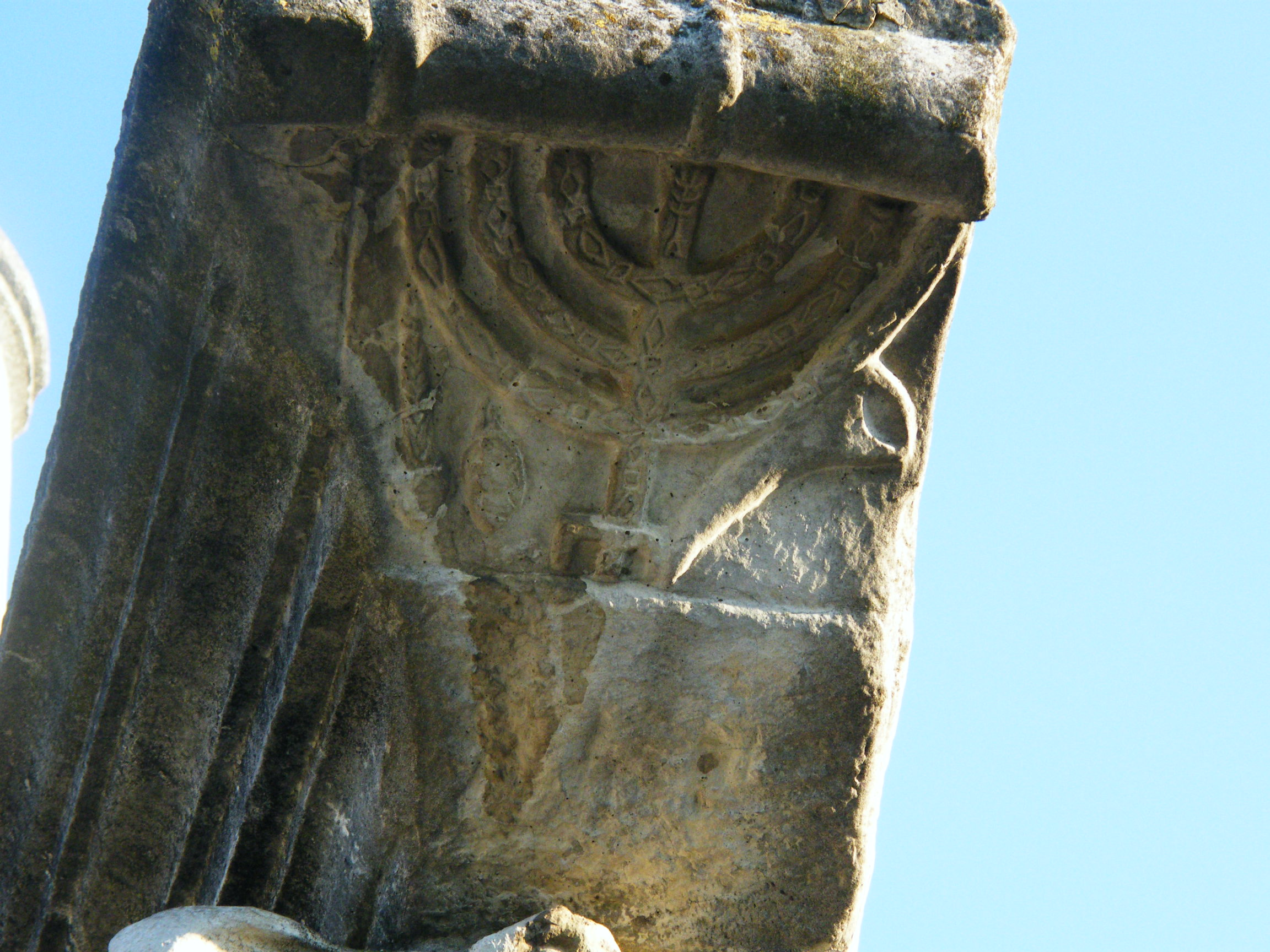
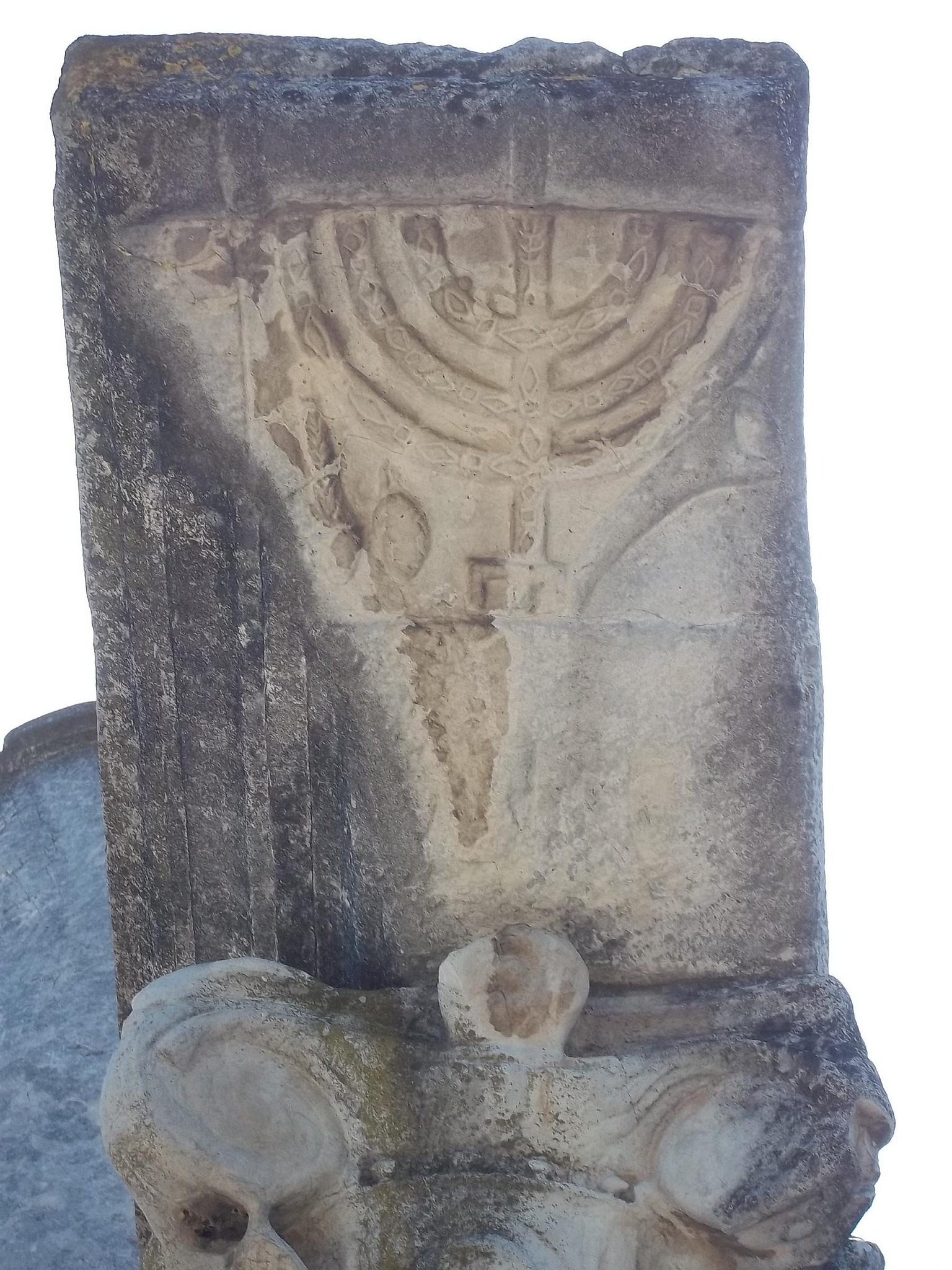
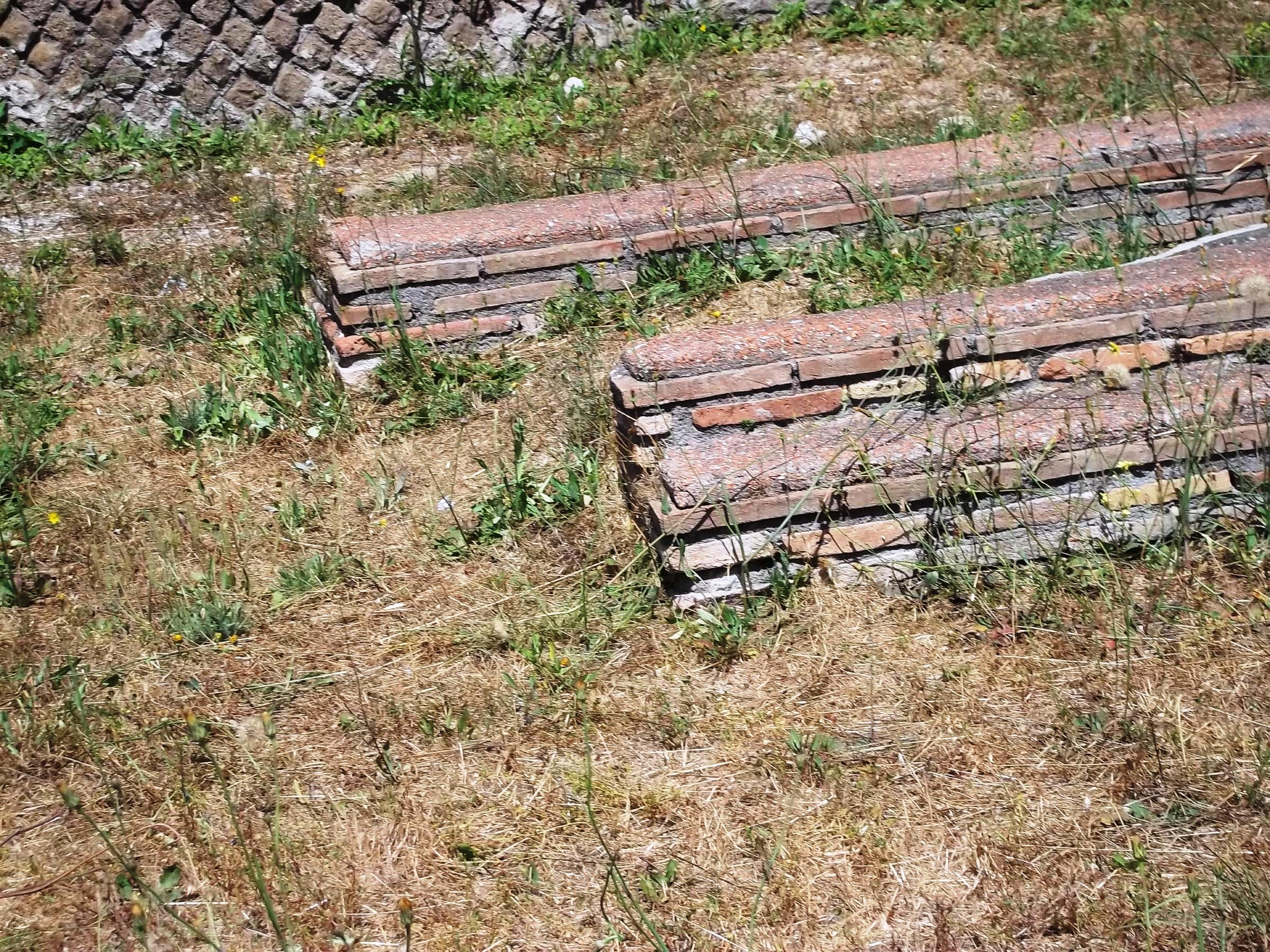
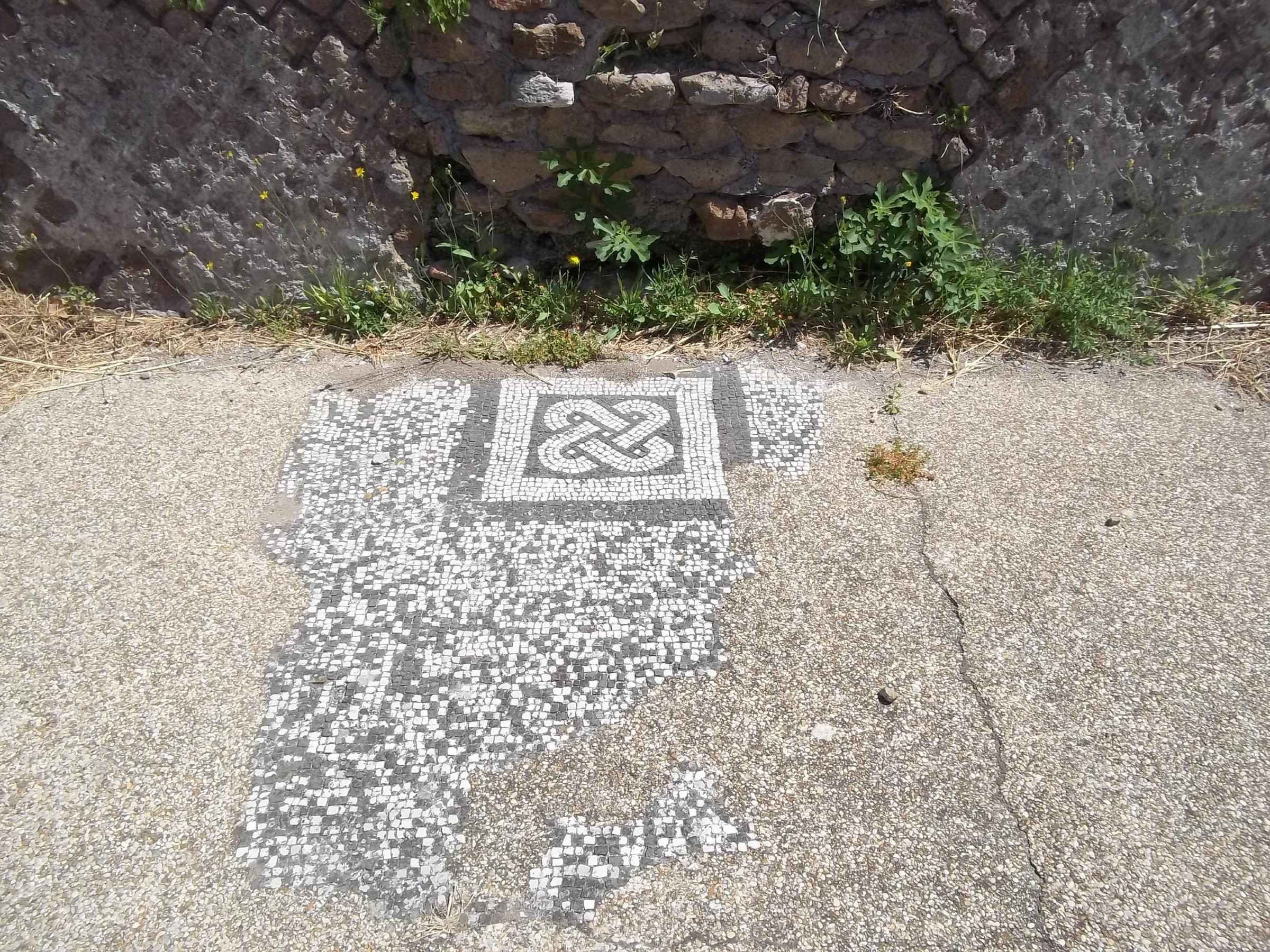
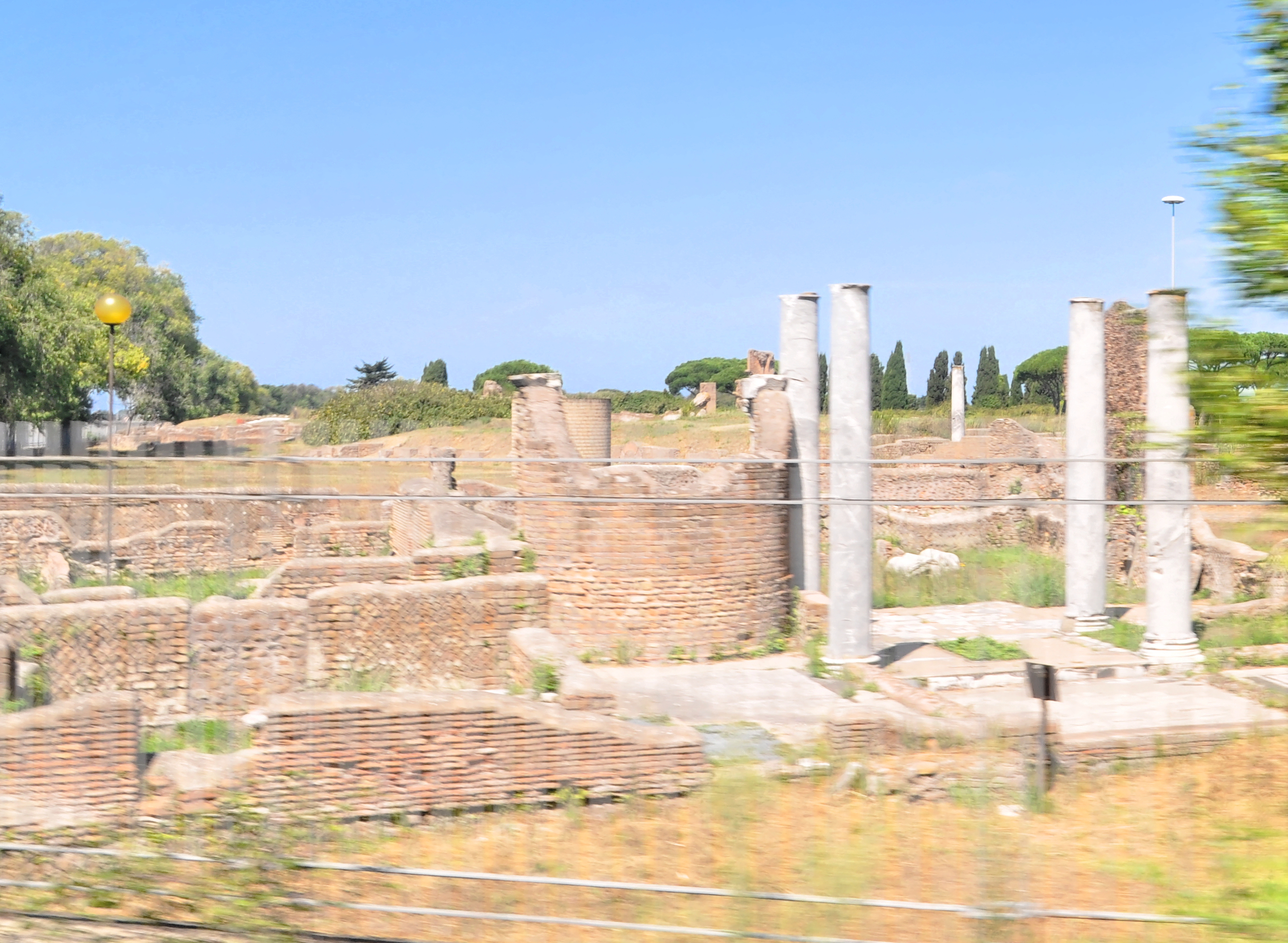
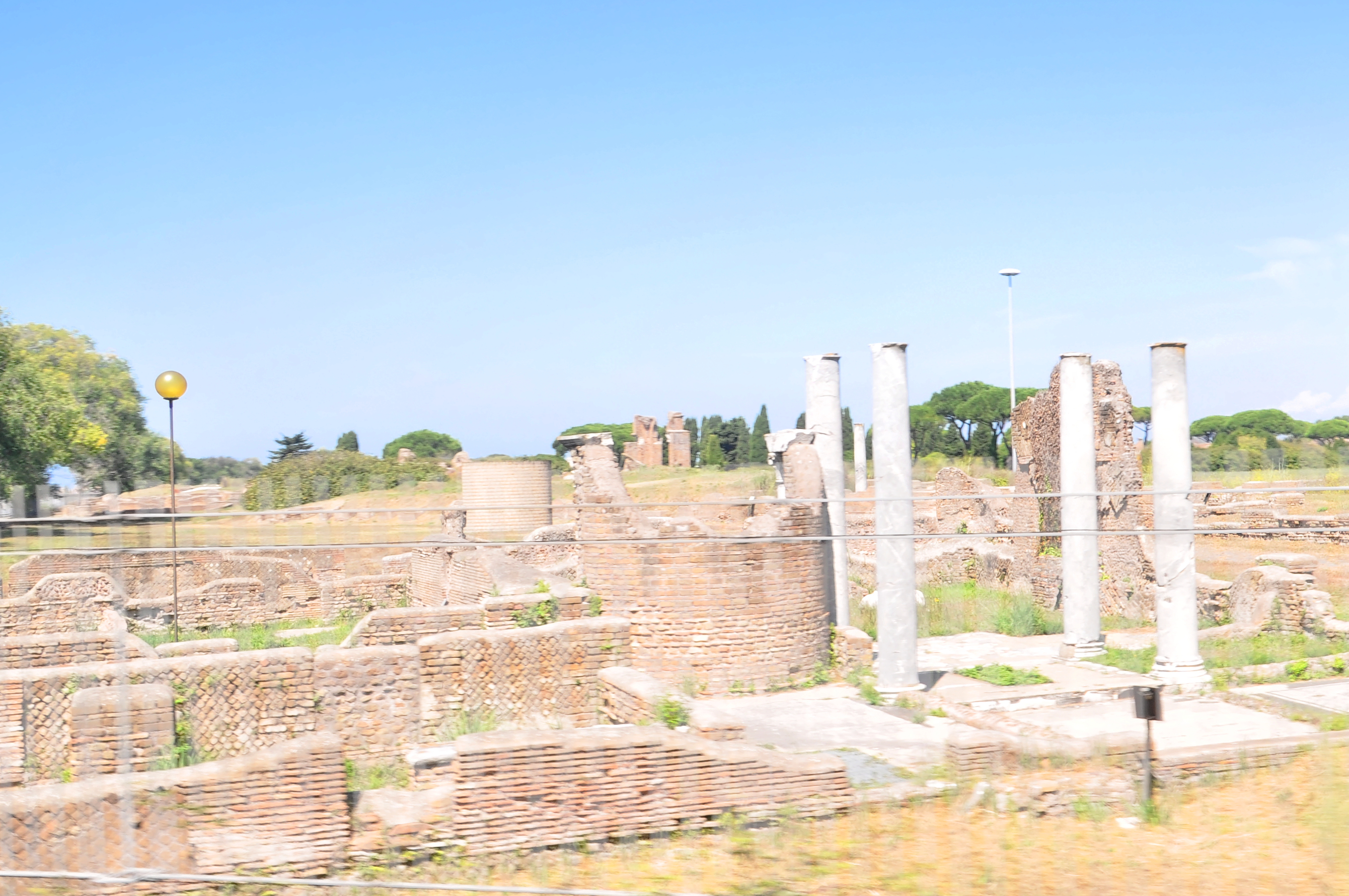
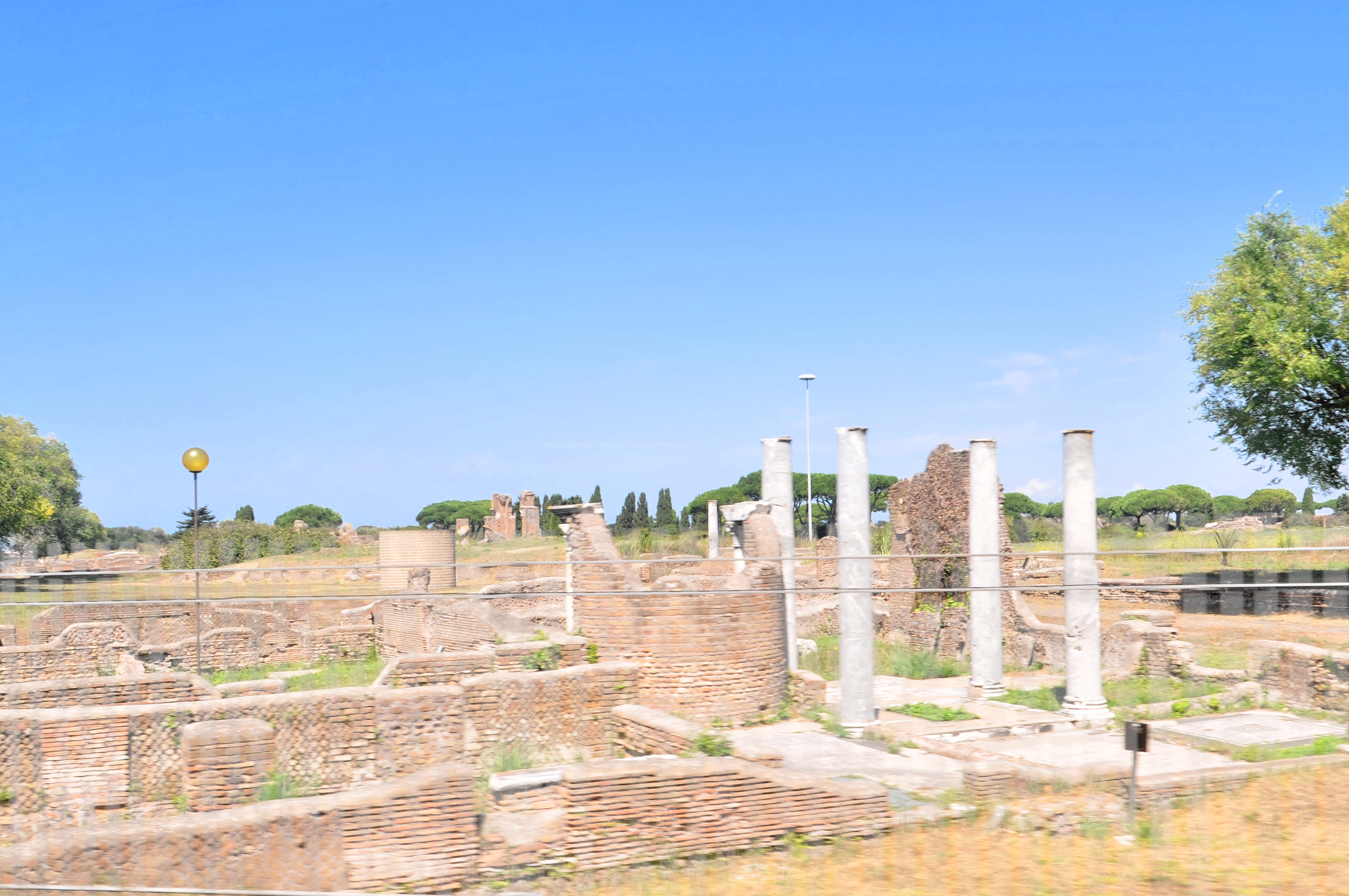
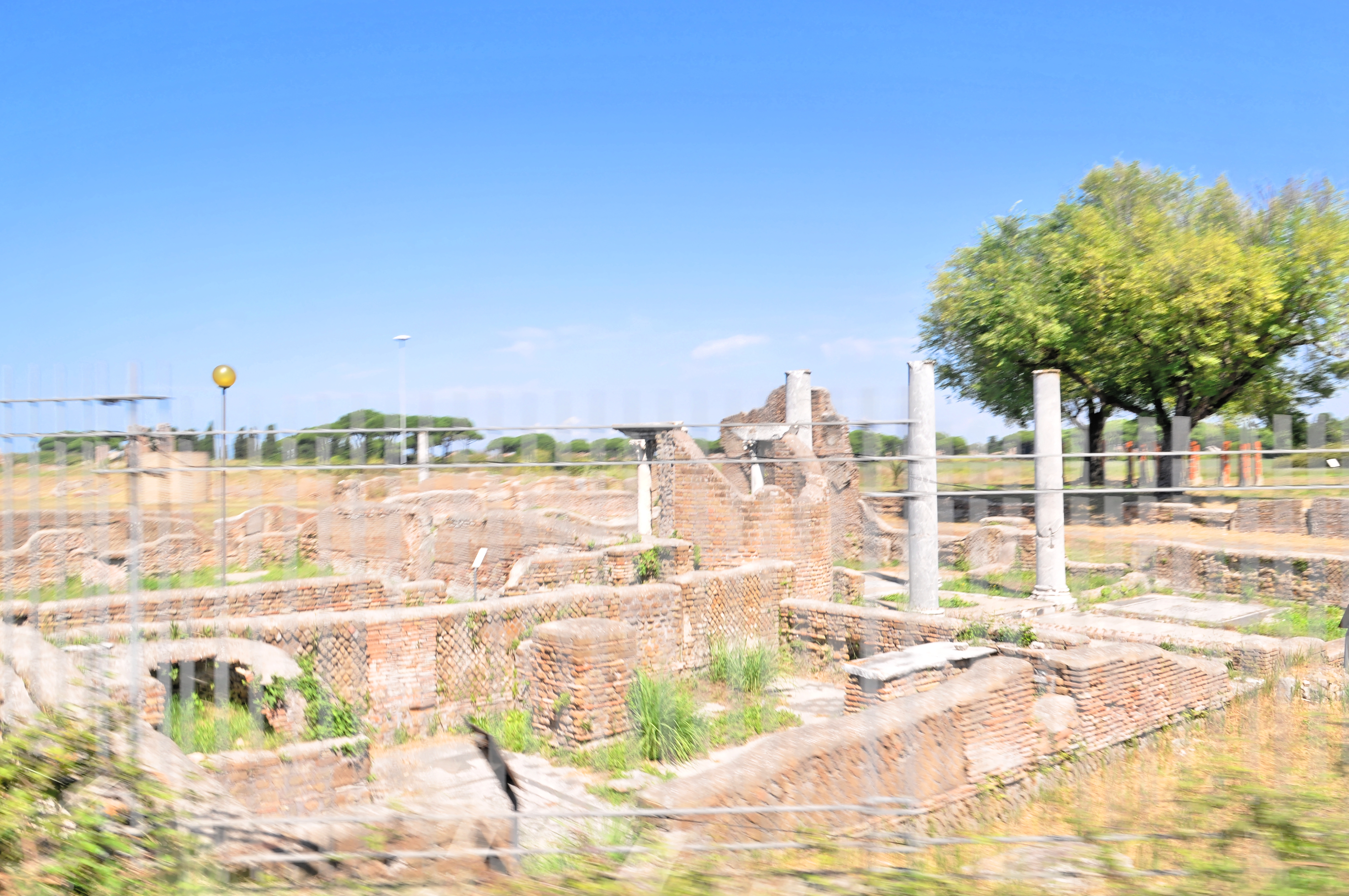
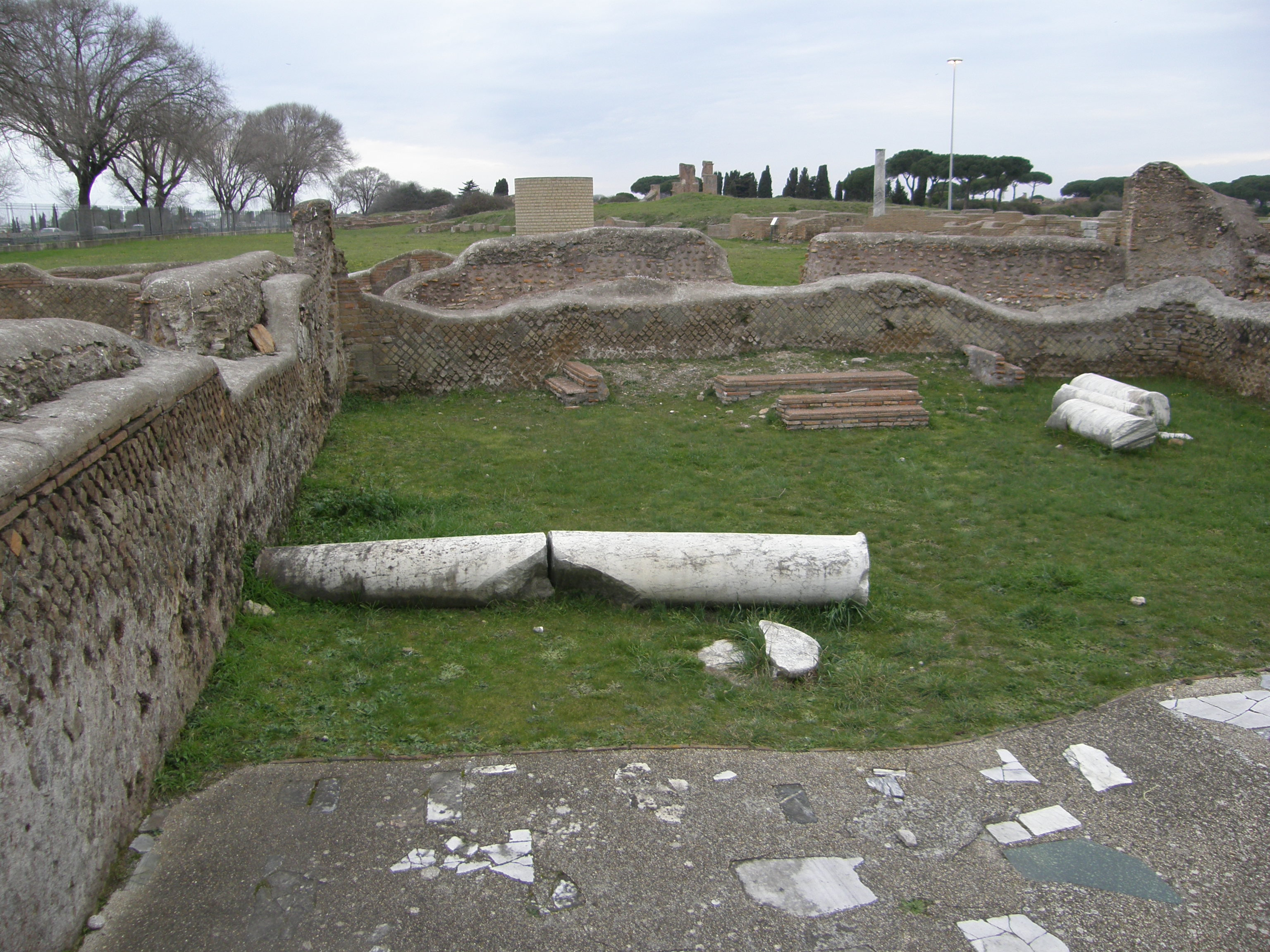
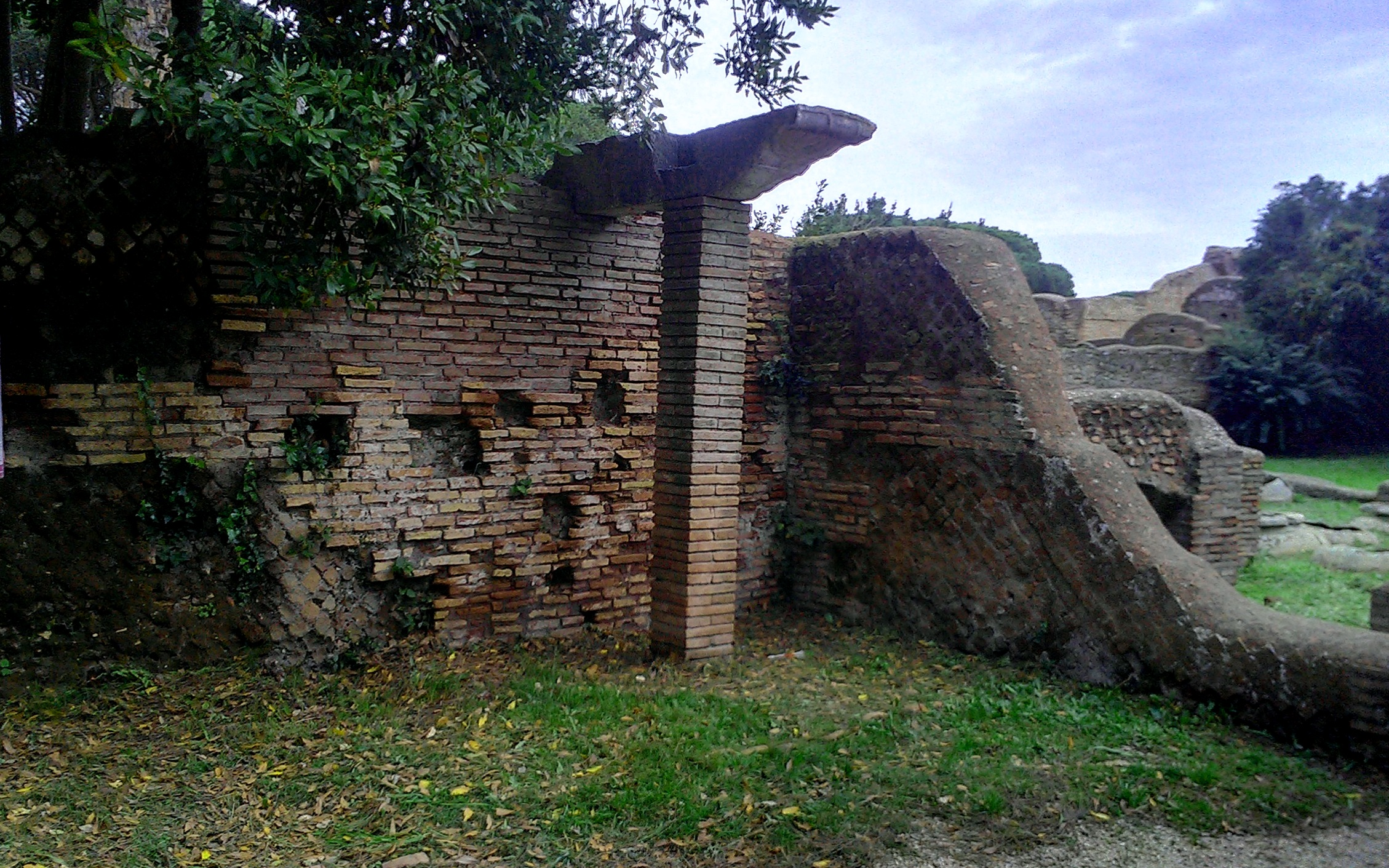

## Otros proyectos
- Wikimedia Commons contiene imágenes u otros archivos sobre  sinagoga di Ostia Antica

- Datos: Q123433
- Multimedia: Synagogue of Ostia / Q123433